# Left in Dark Times
Left in Dark Times: A Stand Against the New Barbarism é um livro de 2008 do francês Bernard-Henri Lévy, traduzido para o inglês por Benjamin Moser.

## Premissa
Neste livro, Lévy argumenta que, após o fracasso do comunismo, a esquerda ocidental perdeu seus ideais. Agora, deixa de defender ideias universais de justiça, deixa de simpatizar com os oprimidos e perde seu compromisso com a verdade. A esquerda, de acordo com Levy, substituiu esses ideais por um ódio patológico da América, de judeus e Israel, e da própria liberdade.
Levy também tenta desmascarar o que ele identifica como as seis principais reivindicações da esquerda européia e americana contemporânea. O liberalismo não é apenas o livre mercado, mas também a democracia e os direitos humanos. A Europa é mais do que capitalismo. A América não é uma nação fascista. A intervenção humanitária é humanitária, não uma manobra imperialista. Israel não é a causa do anti-semitismo. O islamismo é doméstico, não é causado pelo Ocidente, e ameaça o Ocidente tão seriamente quanto o fascismo.
A esquerda contemporânea, segundo Levy, acredita que qualquer oponente da América ou do capitalismo é bom por definição. É esse raciocínio que levou a esquerda a apoiar a ditadura de Saddam Hussein; transformar a Conferência Mundial contra o Racismo 2001 em um fórum para o ódio anti-semita, e os ataques do governo sudanês primeiro ao sul do Sudão e agora ao povo de Darfur porque esse governo é antiamericano e nenhum governo antiamericano deve ser criticado.

## Gênese
Levy, que continua a se considerar membro da "esquerda", diz que o livro surgiu de um telefonema recebido do presidente francês Nicolas Sarkozy em 23 de janeiro de 2007, pedindo seu apoio na campanha presidencial. Levy respondeu que "por mais que eu goste e respeite você, a esquerda é minha família", à qual Sarkozy respondeu: "Essas pessoas que passaram 30 anos dizendo para você ir (palavrão)?" Você realmente acredita no que está dizendo, que essas pessoas são sua família?"
O telefonema levou Levy a pensar, e ele concluiu que seu compromisso permanente com a esquerda está enraizado em sua "adesão à liberdade e dignidade do indivíduo, antifascismo, anticolonialismo e 'antitotalitarismo que é o legado de Maio de 68."

## Crítica
A tese do "Novo Barbarismo" foi criticada por Dag Tuastad, que argumenta que os escritores do Novo Bárbaro tendem a equiparar o "terrorismo" ao "Islã" e à "Mente Árabe", explicando o primeiro como irracional e, portanto, uma ameaça de culturas atrasadas . Essa abordagem neo- orientalista justifica a continuação da violência colonialista no Oriente Médio e em outros lugares. Também foi argumentado por Paul Richards que a "barbárie" amplamente percebida dos grupos rebeldes em regiões ricas em recursos (como Serra Leoa), não é tão "irracional" depois de entender as imagens distorcidas de pessoas dominadas. O Novo Barbarismo tende a culpar as vítimas por sua própria condição, justificando sua hegemonia.